# Jihozápadní Afrika
Jihozápadní Afrika (anglicky: South-West Africa, německy: Südwestafrika, afrikánsky: Suidwes-Afrika) byl název dnešní Namibie v době, kdy zde vládlo Německé císařství a později Jižní Afrika.
V roce 1915 za první světové války území dobyla Jižní Afrika. Po válce zde bylo společností národů pod Versailleskou smlouvou vyhlášeno mandátní území s odpovědností Jihoafrické unie za správu Jihozápadní Afriky včetně Walvis Bay. Ačkoli mandát byl OSN zrušen v roce 1966, vláda Jihoafrické republiky pokračovala, přestože byla podle mezinárodního práva nezákonná. Území v letech 1915 až 1978 spravovala přímo jihoafrická vláda, kdy ústavní konference v Turnhalle položila základy poloautonomní vlády. Během přechodného období mezi lety 1978 a 1985 Jihoafrická republika postupně udělila jihozápadní Africe omezenou formu domácí vlády, která vyvrcholila vytvořením přechodné vlády národní jednoty.
V roce 1990 byla jihozápadní Africe udělena nezávislost jako Namibijské republice s výjimkou zálivu Walvis Bay a ostrovů Tučňáků, které zůstaly pod vládou Jihoafrické republiky až do roku 1994.